# Bonnetia roseiflora
Bonnetia roseiflora är en tvåhjärtbladig växtart som beskrevs av Bassett Maguire. Bonnetia roseiflora ingår i släktet Bonnetia och familjen Bonnetiaceae. Inga underarter finns listade i Catalogue of Life.